# In America (Brigantony)
In America è il 39° album discografico di Brigantony, pubblicato nel 2008.

## Tracce
1. Live in America – 4:10
2. Fazzu sciopero – 3:45
3. Pompelmo – 3:52
4. Fimmineddi provocanti – 3:31
5. Ah! ah! assemi – 5:07
6. Caruso (Jarrusus) – 4:25
7. La crociera (Scenetta) - My Heart Will Go On – 13:54
8. A me sicilia è chista cca – 4:38
9. Quantu vali na muggheri – 3:58
10. Lu me paradisu – 3:12